# O Natimorto
O natimorto - Um musical silencioso é um romance cuja narrativa em primeira pessoa mescla elementos de mais de um gênero, como o teatro e a poesia. Escrito por Lourenço Mutarelli e publicado pela Companhia das Letras em 2009, a narrativa se desenvolve através da relação de seu protagonista, O Agente e a cantora por ele agenciada, denominada A Voz. O agente traz a cantora a São Paulo para apresentá-la a um maestro de renome, porém, com problemas no casamento, o personagem principal propõe a sua agenciada, viver com ela em um quarto de hotel.
A partir de ligações entre as fotografias antifumo presentes nos maços de cigarros e cartas de tarô como previsão diária, o personagem principal estabelece relações de causa e efeito na sua rotina, permitindo ao leitor acompanhar seus traços psíquicos e patológicos.

## Adaptação para o cinema
Com direção de Paulo Machline, a adaptação do livro homônimo teve a sua estreia em 2009 e contou com Lourenço Mutarelli como O Agente, Betty Gofman como A Esposa e Simone Spoladore como A Voz.